# CA Batna
Chabab Aurès de Batna w skrócie CA Batna – algierski klub piłkarski z siedzibą w Batinie, grający w drugiej, a niegdyś w pierwszej lidze algierskiej.

## Historia
Klub założono w 1932 roku. W 1997 roku klub wystąpił w finale Pucharu Algierii, lecz przegrał z zespołem USM Algier.
W sezonie 2006/2007 klub został zdegradowany do drugiej ligi, jednak dwa sezony później, w 2009, uzyskał promocję z powrotem do I ligi. Jednak w kolejnym sezonie zajął 16. miejsce i powrócił do II ligi. W sezonie 2010/11 zajął trzecie miejsce w rozgrywkach 2. ligi, ponownie zapewniając sobie awans do algierskiej najwyższej klasy rozgrywkowej. Większy sukces odniósł w Pucharze Algierii, docierając do finału, w którym jednak przegrał z ES Sétif 3:0.

## Sukcesy
- Puchar Algierii[3]:
  - finał (3): 1997, 2010.

## Występy w afrykańskich pucharach
| Sezon | Rozgrywki           | Runda | Kraj | Klub            | Dom | Wyjazd | Dwumecz      |
| ----- | ------------------- | ----- | ---- | --------------- | --- | ------ | ------------ |
| 2011  | Puchar Konfederacji | 1     |      | Al-Nasr Bengazi | 2–2 | 2–2    | 4–4 (k. 4–5) |

## Stadion
Domowe mecze klub rozgrywa na stadionie o nazwie Stade 1er Novembre 1954 w Batinie. Stadion może pomieścić 20000 widzów.